# E (clase de complejidad)
En complejidad computacional, la clase de complejidad E es el conjunto de problemas de decisión que pueden ser resueltos por una Máquina de Turing determinista en tiempo 2O(n), y es por lo tanto igual a la clase de complejidad DTIME(2O(n)).
E es menos importante en la complejidad computacional que la clase similar EXPTIME, porque no es cerrada para reducciones en tiempo polinómico.